# Loxoneura pictipennis
Loxoneura pictipennis är en tvåvingeart som först beskrevs av Walker 1849.  Loxoneura pictipennis ingår i släktet Loxoneura och familjen bredmunsflugor. Inga underarter finns listade i Catalogue of Life.